# Jacob Leupold
Jacob Leupold (22 de julho de 1674 – 12 de janeiro de 1727) foi um físico, matemático, fabricante de instrumentos e engenheiro alemão. Escreveu o livro Theatrum Machinarum Generale ("Teoria geral das Máquinas").

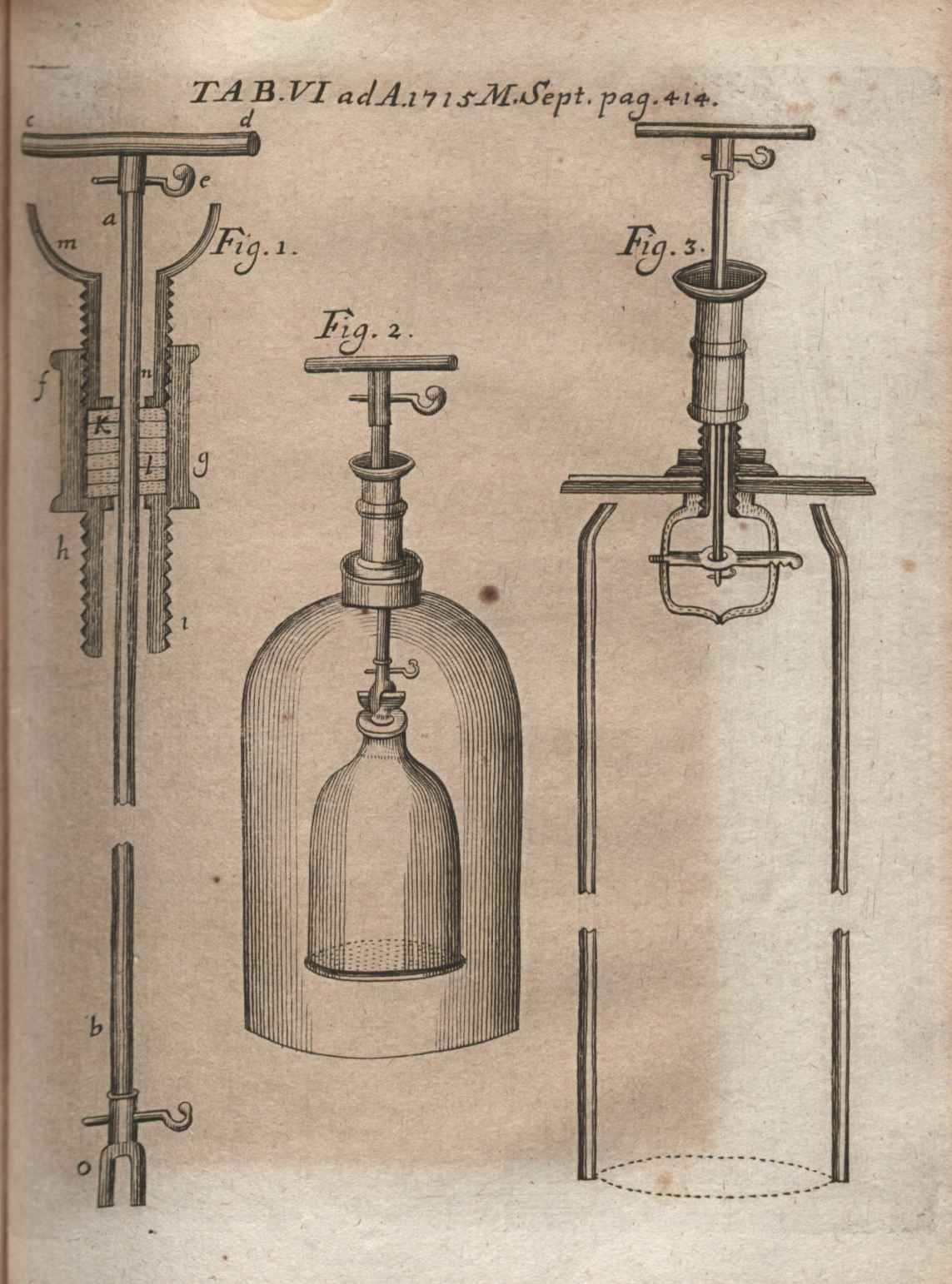
Ilustração sobre Antliae pneumaticae na Acta Eruditorum, 1715

## Vida pregressa
Jacob Leupold construiu diversos intrumentos necessários para estudos de física experimental. Em 1699 os interesses de Leupold mudaram completamente para a mecânica e matemática.

## Trabalho
Em 1701 Leupold obteve um cargo de economista no George Military Hospital, garantindo assim uma renda regular, mas sem tempo livre para se dedicar à mecânica.

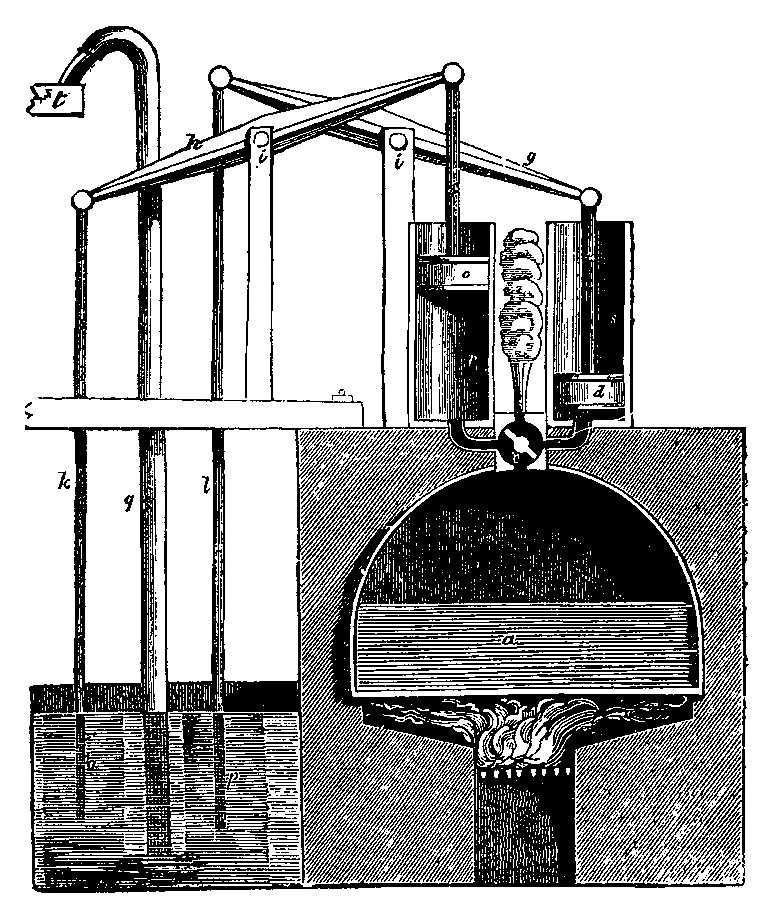
Máquina a vapor de Leupold, 1720.

No século XVII os principais instrumentos da física experimental eram o telescópio, o microscópio, o relógio de pêndulo e a bomba de vácuo, inventados em 1656 por Otto von Guericke. Leupold também é considerado um dos primeiros inventores da bomba de ar. Ele projetou sua primeira bomba em 1705, em 1707 publicou o livro "Antlia pneumatica illustrata". Em 1711, seguindo o conselho de seu presidente Gottfried Wilhelm Leibniz, a Academia de Ciências da Prússia adquiriu a bomba de Leupold. Em 1715 Leupold tornou-se membro da academia. Em 1720 Leupold começou a trabalhar no manuscrito do Theatrum Machinarum. Foi a primeira análise sistemática da engenharia mecânica. Incluiu, à frente de seu tempo, um projeto para um sistema de alta pressão sem condensação de uma máquina a vapor, do tipo que não foi construída até o início do século XIX. O Theatrum machinarum consiste em 10 volumes ilustrados. Foi publicado em Leipzig entre 1724-1739.